# マルクス・ゲガニウス・マケリヌス
マルクス・ゲガニウス・マケリヌス（ラテン語: Marcus Geganius Macerinus、生没年不詳）は共和政ローマの政治家・軍人。執政官（コンスル）を三度務めた。

## 第一回目の執政官（紀元前447年）
紀元前447年、マルクス・ゲガニウスはガイウス・ユリウス・ユッルスと共に、執政官に就任した。この年の最大の課題はパトリキ（貴族）とプレブス（平民）の緊張の緩和であった。両執政官は護民官と元老院の間に立ち、どちらにも妥協せず、また内部の不協和は外敵の攻撃を招く可能性があることに留意しつつ行動した。

## 第二回目の執政官（紀元前443年）
紀元前443年に二度目の執政官に就任。同僚執政官はティトゥス・クィンクティウス・カピトリヌス・バルバトゥスで、ティトゥス・クィンクティウスは五度目の執政官であった。マルクス・ゲガニウスは同盟都市であるアルデアに内乱が発生したため、その奪回に向かった。アルデアに到着すると、街には反乱軍が呼び寄せたウォルスキ軍が内戦に加わっていた。マルクス・ゲガニウスはウォルスキ軍に戦闘を強要し、これに大勝利を収めた。ローマに帰還してから凱旋式を実施したが、ウォルスキ軍の司令官であったクロエリウスは捕虜としてパレードに参加させられた。

## 第三回目の執政官（紀元前437年）
紀元前437年には三度目の執政官に就任、同僚執政官はルキウス・セルギウス・フィデナスであった。
この年にはフィデナエがウェイイ王ラルス・トルミウス（en）およびファルスキど同盟して反乱した（フィデナエの戦い (紀元前437年)）。同僚執政官のルキウス・セルギウスは直ちにローマ軍を率い、トルミウスが率いる敵の大軍に向かった。トルミウスはアニノ川沿いに野営していた。ローマ軍は勝利を得たものの損害も大きく、このため以降の戦争のために独裁官を選出することとした。
独裁官マメルクス・アエミリウス・マメルキヌスがローマ軍の総司令官となり、連合軍に勝利、凱旋式の栄誉を得た。

## ケンソル（紀元前435年）
紀元前435年、ガイウス・フリウス・パキルス・フススと共にケンソル (監察官) に就任。12回目のルーストルムを行った。この時からカンプス・マルティウスに公共集会場が設けられ、そこでケンススが行われるようになったという。リウィウスは初代ケンソルを紀元前443年とするが、モムゼンら研究者はこの前435年を初代ケンソルと見做している。

## 参考資料
1. ↑  ティトゥス・リウィウス『ローマ建国史』、III, 4, 65.
2. 1 2  ティトゥス・リウィウス『ローマ建国史』、IV, 8.
3. ↑  ティトゥス・リウィウス『ローマ建国史』、IV, 10
4. 1 2  ティトゥス・リウィウス『ローマ建国史』、IV, 2, 17
5. ↑  ティトゥス・リウィウス『ローマ建国史』、IV, 2, 20.
6. ↑  ティトゥス・リウィウス『ローマ建国史』、IV, 22
7. ↑  テオドール・モムゼン『ローマの歴史〈1〉ローマの成立』名古屋大学出版会、2005年、270頁。